# Fruta de Leite
Fruta de Leite – miasto i gmina w Brazylii, w stanie Minas Gerais.